# Reggimento Ruspoli
Il Reggimento Ruspoli era un reggimento di fanteria creato nel 1708 dal Marchese Francesco Maria Ruspoli a proprie spese. Il reggimento fu messo al servizio della Santa Sede.
Il reclutamento avvenne a Roma e Vignanello, da cui giunser alla fine solo una ventina di soldati. Il bando prometteva il pagamento di un buon soldo e in breve tempo furono arruolati circa 600 uomini. La forza del reggimento era stata prevista in 500 uomini esclusi gli ufficiali, a cui fu successivamente aggiunta una compagnia di granatieri. Il bravo dottore Nicola Gamba li sottoponeva a visita medica e buona parte di costoro fu dichiarata idonea. Agli arruolati veniva dato vitto e alloggio; poi venivano addestrati all'uso delle armi da ufficiali istruttori. Fu nominato colonnello il giovane Bartolomeo Ruspoli.

## Editto del 6 luglio 1708
"Havendo la Santità di Nostro Signore Papa Clemente XI gradita la leva fatta con molta generosità a proprie spese dal Sign. Marchese Francesco Maria Ruspoli d'un Reggimento di Fanteria et approvata la nomina fatta in persona di Lei Sign. Marchese Bartolomeo di lui figlio pro colonnello; con tutti gl'onori pesi, facoltà et emolumenti stabili nella Congregazione Militare, ha comandato che se ne facci particolare dichiarazione col presente viglietto. In Fede.

Datum in Roma questo dì 6 luglio 1708

Cardinal Bentivoglio Comm. Generale

Quintiliano Valenti Comm."
Il Comando effettivo venne comunque delegato ad un militare francese, Guisnel de Roux, col grado di tenente colonnello.

## La battaglia di Ferrara
Nel 1708, nell'ambito della Guerra di successione spagnola, gli austriaci invasero i territori dello stato della Chiesa.
Dopo aver difeso le città di Pesaro e Fano dove prima dell'arrivo del reggimento "i tedeschi facevano scorrerie, razziavano le campagne di Imola terrorizzando gli abitanti", il reggimento assicurò la difesa della gola del Furlo con cannoni e relativi artiglieri, impedendo qualsiasi passaggio nemico.
Il 2 gennaio 1709 arrivarono direttive da Roma di raggiungere Ferrara, città che risultava isolata ma dove si trovava un grosso arsenale. Le contrade di Romagna venivano attraversate tra il tripudio della popolazione, che salutava nel Reggimento Ruspoli l'esercito pontificio. In realtà era sempre lo stesso reggimento, ma rafforzato da contingenti di fucilieri delle guarnigioni di Cesena, Forlì e Faenza: in tutto neppure un migliaio di uomini. Ma sufficienti a mettere in fuga alcune bande nemiche incontrate per strada e infliggendo loro consistenti perdite.
Gli austriaci, che avevano sino ad allora agito indisturbati, richiamarono le bande e le raggrupparono dalle parti di Comacchio. Ma quando s'accorsero che la formazione pontificia dirigeva su Ferrara, si affrettarono a precederla per rafforzare la testa di ponte sulla riva meridionale del Po a Pontelagoscuro.
Il 12 gennaio Ferrara apriva le porte al Reggimento Ruspoli. Da un secolo ormai la corte dei Duchi D'Este risiedeva a Modena, e a Ferrara c'era un governatore pontificio. I nemici si erano attestati poche miglia a nord in località Pontelagoscuro; secondo gli informatori potevano già contare fra 2.000 e 2.500 uomini, ma il loro numero poteva aumentare a man mano che rientravano le bande che terrorizzavano le campagne di Romagna.
Sebbene inferiori di numero il Reggimento poteva farsi valere con l'artiglieria, di cui gli austriaci erano sprovvisti. Ma bisognava agire in fretta, prima che il nemico riuscisse a fortificare la testa di ponte.
Utilizzando anche cannoni e artiglieri estensi, fu possibile schierare ben sedici pezzi quattro miglia a nord di Ferrara. Il reggimento Ruspoli assicurava il trasporto delle munizioni e iniziò un martellante e ininterrotto bombardamento dall'alba al tramonto. Bastarono pochi giorni: gli austriaci ritennero opportuno ritirarsi sulla riva settentrionale del fiume Po.
Gli Stati della chiesa erano stati liberati dall'invasore e il Reggimento Ruspoli si era ricoperto di gloria. Colmo di riconoscenza, il 3 febbraio 1709, il papa Clemente XI erigeva a Principato il Marchesato di Cerveteri.
La guerra si concluse, comunque, molto negativamente per la Santa Sede, dopo la grave sconfitta inflitta al generale Marsili. Lo stato della chiesa perse il controllo di Comacchio e dovette rassegnarsi alla presenza di una guarnigione imperiale nel Ducato di Parma e Piacenza. Inoltre il Ducato di Mantova fu annesso all'impero. Questo costrinse la Santa Sede a una precipitosa pace con gli imperiali e ad abbandonare l'alleanza informale con i Borbone di Francia e Spagna, che comportò la "vendetta" diplomatica di Luigi XIV che escluse la chiesa dalle successive trattative diplomatiche.
Negli anni a seguire il reggimento fu ridotto di numero e aggregato alla compagnia delle Guardie di Sua Santità mantenendo lo stemma Ruspoli su bandiera e tamburi.